# MUTOPIA
「MUTOPIA」（ミュートピア）は、BIGMAMAの14枚目のシングル。2015年9月2日にRX-RECORDSよりリリースされた。

## 概要
前作『ワンダーラスト』から9ヶ月ぶりのリリース。本作はタワーレコード及び、TOWERmini限定でのリリースとなっており、さらに全国を7ブロックごとに分けたご当地シングルとなっている。そしてそれぞれの場所ごとに歌詞を書き、7パターンの歌がレコーディングされた楽曲も収録されている。
ジャケット写真もエリアごとに7種類用意されている。北海道盤には「M」、東北盤には「U」、関東盤には「T」、中部北陸信越盤には「O」、近畿盤には「P」、中国四国には「I」、九州沖縄盤には「A」という文字がデザインされており、すべてそろうと「MUTOPIA」という文字列が完成する。

## 地域別収録楽曲
全国7ブロックごとの盤の種類、それのM-3に収録される収録楽曲については、以下の通りになっている。
- （M）北海道盤「MUTOPIA in Hokkaido」
- （U）東北盤「MUTOPIA in Tohoku」
- （T）関東盤「MUTOPIA for Party People」
- （O）中部北陸信越盤「MUTOPIA in Chubu」
- （P）近畿盤「MUTOPIA in Kansai」
- （I）中国四国盤「MUTOPIA in Chugoku-Shikoku」
- （A）九州沖縄盤「MUTOPIA in Kyushu」

## 楽曲解説
MUTOPIA
表題曲。MVが作られている。
タイトルは「MUSIC」と「UTOPIA」を掛け合わせた造語である。「音楽の力で多くの場所を楽園に変える」という思いが込められている。
ミュージックビデオは、スマートフォンなどジャイロセンサが内蔵された機器で視聴すると、機器の傾倒で動画内の視点を変えて楽しむことのできる、360°パノラマ仕様となっている。また、ストーリー仕立てになっており、音楽の楽園“MUTOPIA”を破壊するべくやってきた“悪の意識体”を倒すため、BIGMAMAが音楽の力で戦うという設定で描かれている。

## 収録曲
本項では、北海道盤のものについて示す。
| 全作詞: 金井政人、全作曲・編曲: BIGMAMA。 |                         |          |            |      |
| #                                         | タイトル                | 作詞     | 作曲・編曲 | 時間 |
| 1.                                        | 「MUTOPIA」             | 金井政人 | BIGMAMA    | 4:18 |
| 2.                                        | 「SKYFALL」             | 金井政人 | BIGMAMA    | 3:36 |
| 3.                                        | 「MUTOPIA in Hokkaido」 | 金井政人 | BIGMAMA    | 4:16 |
| 合計時間:                                 | 合計時間:               | 12:10    |            |      |